# Yakimono
Yakimono(|焼き物) és una paraula japonesa que designa a la vegada un tipus de cocció, a la graella, i els plats que són cuinats d'aquesta manera en la gastronomia japonesa.
Yakimono també designa el conjunt de la ceràmica japonesa
El sufix yaki significa « a la graella », i es troba en nombrosos plats típics japonesos.

## Algunsyakimono
Entre els yakimono més coneguts es troben els gyoza, okonomiyaki, takoyaki o també els yakitori.

## Ustensilis
Entre els instruments per realitzar un plat yakimono, es pot citar el teppanyaki (planxa de cuinar japonesa) o també el makiyaki nabe(巻き焼き鍋) o el tamagoyaki ki(卵焼き器/玉子焼き器), paella rectangular per fer les truites japoneses (卵焼き/玉子焼き)tamagoyaki.